# Kapitan fregate (Slovenska vojska)
Kapitan fregate je pomorski častniški vojaški čin v uporabi v Slovenski vojski (SV). Kapitan fregate je tako nadrejen kapitanu korvete in podrejen kapitanu bojne ladje. Pomorski čini Slovenske vojske (in s tem tudi ta čin) so bili uvedeni leta 1995.
Čin je enakovreden činu podpolkovnika, ki ga uporabljajo častniki pehote oz. vojnega letalstva. V skladu s Natovim standardom STANAG 2116 čin spada v razred O-4.

## Oznaka
Prvotna oznaka čina (1995-2002) je bila ista kot oznaka podpolkovnik, le da je namesto lipovega lista imela sidro.
Z reformo leto 2002 je bila uvedena nova oznaka čina, ki je sestavljena iz treh širokih trakov s pentljo.

## Zakonodaja
Kapitane fregate imenuje minister za obrambo Republike Slovenije na predlog načelnika Generalštaba Slovenske vojske.
Vojaška oseba lahko napreduje v čin kapitana fregate, če je s činom kapitana korvete razporejen na dolžnost, za katero se zahteva čin kapitana fregate ter je to dolžnost opravljal najmanj dve leti s službeno oceno »odličen«.
Pogoj za napredovanje v čin kapitana fregate pa je še opravljeno višještabno vojaško izobraževanje in usposabljanje, katerega izvaja Poveljniško-štabna šola Slovenske vojske.